# Holotrichia eurystoma
Holotrichia eurystoma är en skalbaggsart som beskrevs av Hermann Burmeister 1855. Holotrichia eurystoma ingår i släktet Holotrichia och familjen Melolonthidae. Inga underarter finns listade i Catalogue of Life.